# Valle Rune
Erik Inge Waldemar (Valle) Rune, född 18 april 1936 i Karlstad, död 3 december 1999 i Malmö, var en svensk barn- och ungdomspsykiater.
Rune, som var son till överste Erik Rune och författaren Ingegerd Stadener, avlade studentexamen i Örebro 1956, blev medicine kandidat vid Uppsala universitet 1958, medicine licentiat vid Medicinska högskolan i Umeå 1964 och medicine doktor där 1970 på avhandlingen Acute head injuries in children . A retrospective epidemiologic, childpsychiatric and electroencephalographic study on primary school children in Umeå. Han var tillförordnad underläkare vid röntgenavdelningen i Umeå, kirurgiska avdelningen i Örebro, medicinska kliniken i Halmstad, barnmedicinska kliniken i Örnsköldsvik, psykiatriska kliniken i Umeå, barnmedicinska kliniken där samt Umedalens sjukhus. Han var därefter underläkare på medicinska kliniken i Umeå, underläkare på neurologiska och barnpsykiatriska klinikerna där 1967–1969, blev biträdande överläkare på barnpsykiatriska kliniken där 1970, biträdande överläkare på barnpsykiatriska kliniken på Malmö allmänna sjukhus 1971 och överläkare där 1983.